# Geron basutoensis
Geron basutoensis är en tvåvingeart som först beskrevs av Hesse 1938.  Geron basutoensis ingår i släktet Geron och familjen svävflugor.
Artens utbredningsområde är Lesotho. Inga underarter finns listade i Catalogue of Life.